# Buathra violaceotincta
Buathra violaceotincta är en stekelart som först beskrevs av Cameron 1906.  Buathra violaceotincta ingår i släktet Buathra och familjen brokparasitsteklar. Inga underarter finns listade.